# Исаак
Исаа́к (др.-евр. יִצְחָק‬ [jisˤˈħɔːq], совр. произношение [jit͡sˈχak]; дословно — «будет смеяться») — библейский персонаж, второй из патриархов Израиля, чудесным образом родившийся сын Авраама и Сарры, наследник завета Авраама с Богом. Отец Исава и Иакова, через первого — прародитель идумеев; через последнего — прародитель двенадцати колен израилевых.

## Библейское повествование

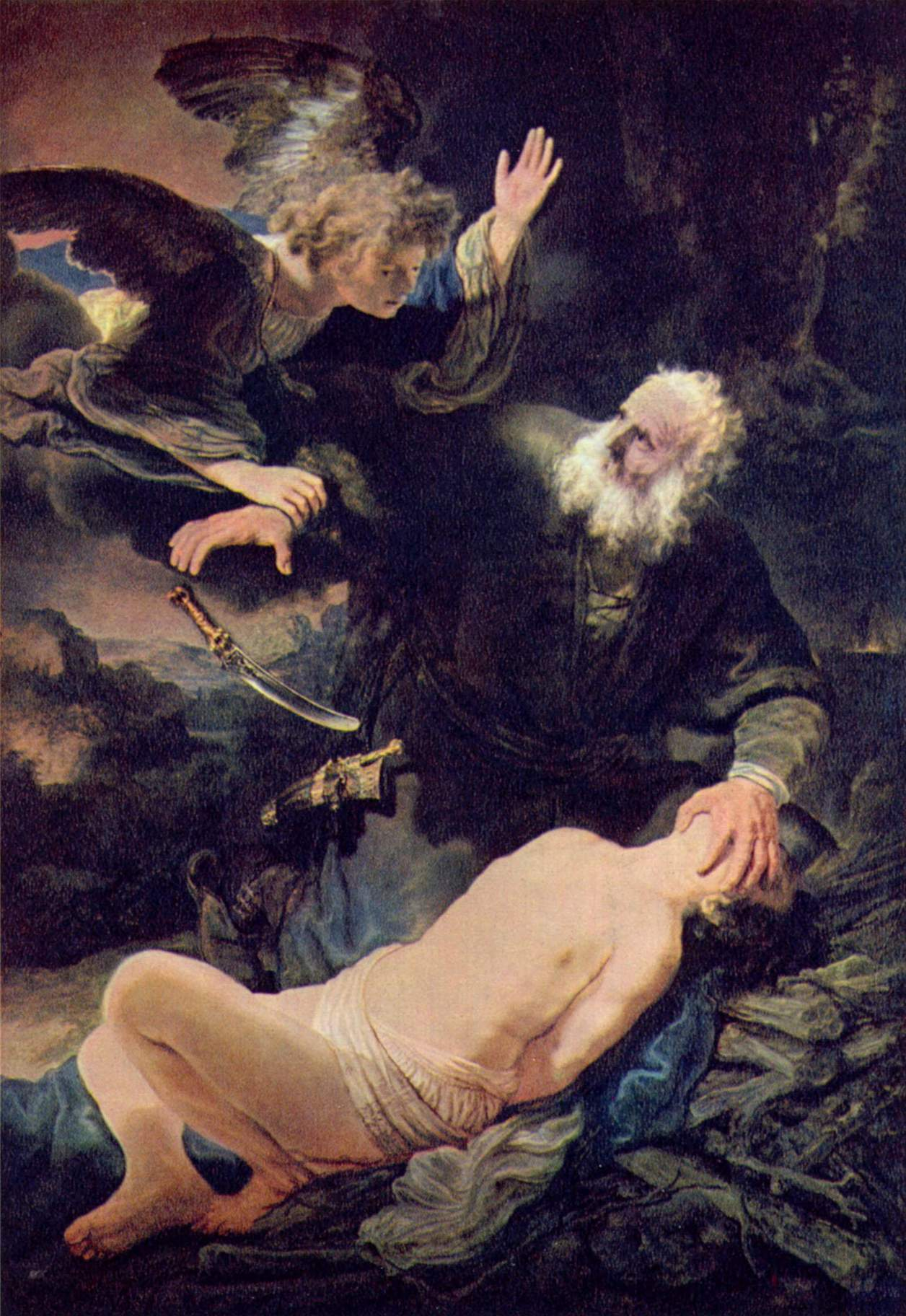
Жертвоприношение Авраама. Рембрандт. 1635

### Рождение и детство
Исаак — единственный сын Авраама от Сарры, родившийся чудесным образом, когда Сарре было 90 лет, и у неё миновал детородный возраст (Быт. 18:11), а Аврааму было 100 лет.
Рождение Исаака было обещано Богом Аврааму:

...да будет имя ей: Сарра; Я благословлю её и дам тебе от неё сына; благословлю её, и произойдут от неё народы, и цари народов произойдут от неё... Сарра, жена твоя, родит тебе сына, и ты наречёшь ему имя: Исаак; и поставлю завет Мой с ним заветом вечным [в том, что Я буду Богом ему и] потомству его после него.— Быт. 17:15—19
и позже, во время встречи в дубраве Мамре:

Есть ли что трудное для Господа? В назначенный срок буду Я у тебя в следующем году, и [будет] у Сарры сын.— Быт. 18:14
Имя «Исаак» было предопределено Богом, его смысл перекликается с рядом библейских эпизодов: услышав от Бога, что Сарра родит ему сына,

...пал Авраам на лице свое, и рассмеялся, и сказал сам в себе: неужели от столетнего будет сын? и Сарра, девяностолетняя, неужели родит?— Быт. 17:17
Услышав в дубраве Мамре предсказание о рождении сына, Сарра смеётся про себя и уверяет Бога, что она не смеялась, а Господь настаивает: «Ты рассмеялась» (Быт. 18:12—15), после рождения Исаака Сарра говорит:

Смех сделал мне Бог; кто ни услышит обо мне, рассмеётся.— Быт. 21:6
Когда мальчику было 8 дней отроду, он был обрезан (Быт. 21:4), став первым, обрезанным в этом возрасте по заповеди, данной Богом:

Восьми дней от рождения да будет обрезан у вас в роды ваши всякий младенец мужеского пола...— Быт. 17:12
Оберегая своего сына Исаака, Сарра потребовала от Авраама, чтобы он отослал от себя Исмаила, сына рабыни Агари; сначала Авраам противился этому, но затем, по повелению Бога, согласился с желанием жены, и Исаак сделался единственным наследником (Быт. 21:9—13).

### Жертвоприношение Исаака
Глава 22 Книги Бытия (Быт. 22:1—17) рассказывает, что испытывая Авраама, Бог приказал ему принести сына в жертву на горе Мориа. Исаак с кротостью повиновался своему отцу, дал связать себя и положить на жертвенник. Когда жертвенный нож был уже занесён над ним, ангел Божий удержал руку Авраама, и вместо Исаака был принесён в жертву Богу баран.

### Дальнейшая жизнь
На тридцать седьмом году своей жизни Исаак потерял мать, и вскоре после этого Авраам поручил своему домоправителю Элиезеру отправиться на родину его, в Харран, и там выбрать для Исаака жену. Элиезер выбрал Ревекку, внучку брата Авраама, Нахора. Исааку было около 40 лет, когда он женился на Ревекке (Быт. 25:20). В течение двадцати лет Исаак и Ревекка были бездетны, однако Исаак не брал себе других жён или наложниц. Наконец, молитвы Исаака были услышаны Богом, и Ревекка родила сразу двух сыновей — Исава и Иакова.
Явившийся Исааку Бог подтвердил ему свой завет с Авраамом:

...умножу потомство твоё, как звёзды небесные, и дам потомству твоему все земли сии; благословятся в семени твоём все народы земные...— Быт. 26:5
Во время голода по требованию Бога не покинул земли Ханаана, в которой прожил всю жизнь, стал владельцем стад мелкого и крупного скота и множества пахотных полей с небывалым урожаем (Быт. 26:12—15); когда Исаак стоял в Вирсавии (Беэр-Шева), во сне ему вторично явился Бог и снова подтвердил завет (26:24).
За исключением случая с благословением Иакова, жизнь Исаака после жертвоприношения Иакова прошла без других выдающихся событий.
Исаак умер в Хевроне, 180 лет от роду, и был погребён в пещере Махпела, рядом с женой и родителями. Он был наиболее долго прожившим из трёх еврейских праотцов (Авраама, Исаака и Иакова).

### Благословение Иакова
Глава 27 Книги Бытия рассказывает, что к старости Исаак ослеп и одряхлел; сыновья его враждовали между собой, причиняя ему сильное горе.
Перед своей смертью Исаак решил благословить старшего сына Исава, что сделало бы его наследником. Однако Иакову, по совету Ревекки, хитростью удалось обмануть своего отца, выдав себя за старшего брата. Исаак, не заметив обмана из-за своей слепоты, благословил Иакова так, как должен был бы благословить Исава.

### Упоминания в тексте
Исаак упомянут в Книге Бытия 86 раз, 32 раза — в остальных книгах Еврейских Писаний и 20 раз в Новом Завете. В повествовании Бог называет Исаака единородным (единственным) сыном (Быт. 22:12, 16), хотя у Авраама был сын Измаил от наложницы Агарь и ещё 6 сыновей (1Пар. 1:32) от Хеттуры.
Варианты формулировки «Авраам, Исаак и Иаков» встречаются 23 раза в Еврейских Писаниях.

## В иудейской традиции
בפי ישרים תתרומם‎ «ртом непорочных да превознесётся»
ובדברי צדיקים תתברך‎ «речами праведных да благословится»
ובלשון חסידים תתקדש‎ «языком святых да освятится»
ובקרב קדושים תתהלל‎ «нутром священных да восхвалится»
В библейской истории о патриархах Исаак вырисовывается не столько как самостоятельная фигура, сколько в качестве сына Авраама, наследника Авраамова Завета, либо отца Иакова.
Согласно раввинистической традиции, возраст Исаака во время жертвоприношения составлял 37 лет, вопреки распространённым представлениям о нём как о ребёнке; причиной смерти Сарры называется известие о планируемом принесении Исаака в жертву.
В аггадической литературе рассказывается, что в момент рождения Исаака все больные выздоровели, слепые прозрели, а глухие стали слышать; блеск Солнца и Луны стал ярче, а дух законности начал преобладать в мире. Его имя толкуется, как «появился закон». Широко обсуждается в Аггаде приготовление к принесению в жертву Исаака, оно трактуется как испытание и заслуга не только Авраама, но и Исаака. По одной из легенд на пути к горе Мориа Исаак встретил Сатану, который обратился к нему со словами: «…твой отец с лёгким сердцем отправляется убить тебя», после чего Исаак побранил Сатану и сказал, что он не думает противиться желанию Создателя и приказанию отца своего. В другом месте рассказывается, как перед жертвоприношением Исаак просил отца покрепче связать его, говоря: «Я ещё молод и от испуга при виде ножа, быть может, сделаю такие движения, от которых жертва станет негодной».
Рассказывается, что Исаак не только соблюдал все заповеди, но и обращал язычников в истинную веру.
Исаак представлен в Аггаде, как прототип еврейских мучеников за веру, он является самым усердным заступником за евреев перед Богом, чем другие патриархи. Он признаётся одним из трёх лиц, над которыми ангел смерти не имеет власти, одним из семи, похороненные тела которых не уничтожаются червями, одним из трёх, на которых искуситель не имел влияния. Ему приписывается установление послеполуденного богослужения (минха).
В замещении жертвоприношения сына принесением в жертву овна многие толкователи видели прообраз жертвоприношений в Храме.
Тема жертвоприношения Исаака приобрела особенное значение в еврейской традиции и литургии. Готовность Авраама принести своего сына в жертву Богу трактовалась как заслуга, за которую Бог может простить грехи потомков Авраама; отсюда многочисленные молитвы с упоминанием этого жертвоприношения.
В каббале раскрывается соответствие Исаака и сфиры Гвура.
В некоторых источниках Средних веков говорится о том, что Авраам действительно принёс в жертву Исаака, который затем был оживлён Богом.

## В христианской традиции

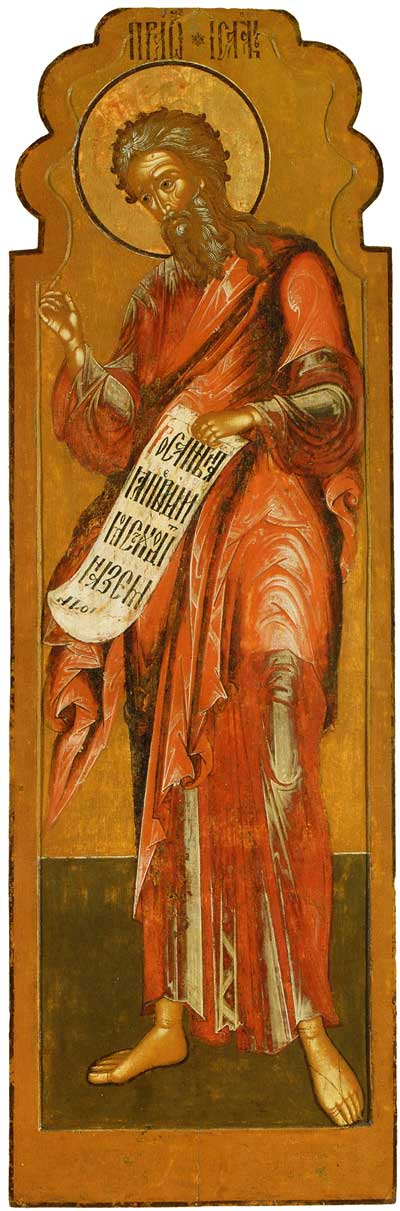
Праотец Исаак. Праотеческий чин из главного иконостаса храма Иоанна Златоуста в Коровниках в Ярославле

Исаак 20 раз упоминается в Новом Завете.
В христианском взгляде на Исаака одна из важных тем — его первородство. Один из контекстов, в которых он упоминается — христиане, как наследники завета Бога с Авраамом и Исааком, наследники по духу, как у Исаака, что важнее наследия по крови, как у Измаила (Гал. 4:22—31).
Согласно Посланию к Евреям (Евр. 11:19), избавление Исаака от принесения в жертву рассматривается как прообраз воскресения Иисуса Христа. Заместительная жертва овна и другие детали истории о жертвоприношении Исаака получили христологические толкования. Текст Нового Завета не соотносит напрямую жертвоприношение Исаака и жертвенную смерть Иисуса Христа, однако Отцы Церкви видят в готовности Исаака быть принесённым в жертву прообраз жертвы Христа; так, Тертуллиан сравнивает несущего дрова к месту жертвоприношения Исаака с несущим свой крест на Голгофу Иисусом. Жертвоприношение Исаака как прообраз Страстей Христовых занимало центральное место в богословии древней Церкви и было излюбленной темой средневековых теологов. Согласно преданию, восходящему к Иерониму, жертвоприношение Исаака и распятие Христа произошли на том же месте.
Для ранних христиан большое значение имели послушание Исаака как возлюбленного и единственного сына своему отцу; готовность предать себя в жертву отличает его от других патриархов. Исаак становится примером настоящего праведника, чья жизнь наполнена верой в Бога. Чистота, добродетель, целомудрие и умение прощать видятся как пример для каждого христианина.
Христологическая интерпретация образа Исаака и основных событий его жизни стала важным направлением в христианской экзегезе. Так, значение имени Исаак («смех») сравнивается с радостью, как отличительной чертой христианства; чудесное рождение от бесплодной Сарры сравнивается с чудесным рождением Христа Девой Марией; аллегорическое истолкование получили многие детали образа и истории Исаака.

## В исламской традиции
В Коране содержится семнадцать упоминаний Исхака-Исаака. Чаще всего о нём говорится в контексте дарования Ибрахиму-Аврааму потомства (упоминаются вместе Ибрахим, Исхак и сын его Якуб-Яаков), и как об одном из названных по имени пророков — посланников Бога (всего таких пророков называется около двадцaти, включая и Ибрахима и Якуба).
При описании жертвоприношения Ибрахима (Сура 37, аяты 99—111) имя его сына не называется. Большинство мусульманских толкователей Корана считали этим сыном Исаака, в соответствие с библейским текстом. Однако начиная с X века его отождествляют с Измаилом; смена толкования возможно была связана со стремлением арабов противопоставить себя иудеям и также возводившим свою родословную к Исааку персам.
Мусульмане почитают Исхака как исламского пророка, верного и праведного служителя Бога. Подчёркивается, что Исхак вместе с отцом, сыном и предком арабов — Измаилом не были ни иудеями, ни христианами, но истинными ханифами (монотеистами).
Описание его в исламской литературе в целом соответствует еврейской и христианской традициям. Позднейшие авторы так называемых историй пророков (аль-Кисаи и др.) добавляют к жизнеописанию Исаака множество деталей, соответствующей традиции еврейских толкователей Танаха.

## В библейской критике
Сюжет о чудесном рождении Исаака следует общей схеме сюжетов о рождении ребёнка у бесплодной матери или от престарелых родителей, появляющейся также в истории пророка Самуила и в Новом Завете — в истории рождения девы Марии и Иоанна Крестителя.
Многие библеисты конца XIX — первой половины XX века воспринимали сюжет с жертвоприношением Исаака как свидетельство перехода от человеческих жертвоприношений (характерных, по их мнению, для древнейшей истории Израиля) к жертвоприношениям животных. Эта концепция в настоящее время не является общепринятой; отмечается, что она не согласуется с современными знаниями о жертвоприношениях на древнем Ближнем Востоке.
При анализе преданий о патриархах (в частности, главы 26 книги Бытие), и особенно анализе сюжетных повторов в жизнеописаниях Авраама и Исаака с точки зрения документальной гипотезы Ю. Велльгаузена и его последователей, рассказы об Исааке в главе 26 относятся к так называемому Яхвисту, а параллельные им рассказы про Авраама в главах 20, 21 — к так называемому Элохисту. В качестве контраргумента выдвигалось мнение, что параллели в историях Авраама и Исаака нельзя объяснять гипотезой о механическом сложении двух первоначально независимых историй.
По утверждению Православной энциклопедии, в настоящее время гипотезы, восходящие к идее Велльгаузена, отвергнуты, и консенсус как о Пятикнижии в целом, так и об истоках истории Исаака полностью отсутствует.

## В искусстве

### В живописи
Самые ранние изображения Исаака можно видеть в композиции «Жертвоприношение Исаака» (например, в росписи синагоги в Дура-Европос, около 250 года).
В центральном нефе базилики Санта Мария Маджоре (432—440) в Риме имеется мозаичная композиция со сценой, когда Исаак благословляет Иакова. На мозаике в нижней части южной стены апсиды базилики Сант-Аполлинаре ин Классе (VII век) в Равенне к стоящему за престолом Мелхиседеку подходят Авель с агнцем и Авраам с Исааком.
В церковной живописи, начиная с XI века, сцена «Жертвоприношение Исаака» часто встречается в декорации храмов и обычно располагается в зоне вимы: на фресках собора Святой Софии в Охриде (около 1040 года), Спасо-Преображенского собора Мирожского монастыря в Пскове (30-х и 40-х годов XII века), собора Рождества Пресвятой Богородицы Снетогорского монастыря (1313 год).
Цикл с историей Исаака представлены в мозаиках главного нефа Палатинской капеллы в Палермо (XII век) и кафедрального собора Санта-Мария Нуова в Монреале (1183—1189). Икона с праотцами Авраамом, Исааком и Иаковом из монастыря великомученицы Екатерины на Синае датируется XIII веком.
Единолично Исаак изображён на иконах, входящих в праотеческий ряд иконостаса. Самый ранний пример — ростовая икона из иконостаса Троицкого собора Троице-Сергиева монастыря (конец XVI — начало XVII века).
В цикле «Страшный Суд» Исаак изображается вместе с Авраамом и Иаковом в раю: у сидящих на престолах ветхозаветных патриархов.
В европейской живописи Исаак также чаще всего изображается в сцене жертвоприношения. К этой теме обращались многие выдающиеся мастера европейской живописи: Лука Кранах Старший (1472—1533), Андреа дель Сарто (1486—1531), Тициан (1488—1576), Паоло Веронезе (1528—1588), Караваджо (1573—1610), Рембрандт (1606—1669), Тьеполо (1696—1770) и другие.

### Образ в кино
- «Авраам: Хранитель веры» (США, Италия, Великобритания, 1994), режиссёр Джозеф Сарджент — телевизионный фильм о жизни Авраама. В роли Исаака в возрасте 5 лет — Тимур Юсеф, в возрасте 11 лет — Тейлор Сципио.
- «Иаков[англ.]» (ТВ), Германия, Италия, США, 1994, режиссёр Питер Холл. В роли Исаака — Джосс Экленд.